# بوگرا-۲
بوگرا-۲ (به لاتین: Bogra-2) یک منطقهٔ مسکونی در بنگلادش است که در ناحیه بوگرا واقع شده‌است.